# Oldenlandia strigulosa
Oldenlandia strigulosa är en måreväxtart som beskrevs av Friedrich Gottlieb Bartling och Dc.. Oldenlandia strigulosa ingår i släktet Oldenlandia och familjen måreväxter. Inga underarter finns listade i Catalogue of Life.